# 曹任遠
曹任远（1893年—1991年）字四勿，曾用名曹利用、曹炯，自貢市自流井檀木林人。中國近現代化學家、政治家、教育家。
1893年12月12日生于四川富顺自流井(今自贡市自流井区)，乃盐商之后。曹任远的三叔是被孙中山称为“曹三爷”的曹笃，其岳父为孙中山总统府秘书长的谢持，两人都是国民党的元老级人物。其兄长曹利生也是国民党抗日将领。曹任远从小就接受新式教育，幼年就读过自贡第一所新式学校——三畏堂创立的私立树人学堂，后考入成都商矿实验学堂。16岁时获得日本东京私立农业大学公费留学机会，先後赴日本、美國、德國留學，学会三门外语，先后读过六所大学、取得四个学位。名古屋高等工業学校学士、美国威斯康星大学化学硕士、德国埃尔朗根大学化学和物理博士。1910年在东京经章太炎介绍加入孙中山领导的同盟会(党证为蓉字第0233号)。1911年，国内革命风起云涌，先后爆发了广州起义、武昌起义和四川等地的保路运动，在此形势下，全体留日学生决定罢学归国。曹积极响应动身回国。这期间，他还加入了孙中山在东京组建的中华革命党，积极参加讨袁斗争。1916年，曹任远在日本名古屋高等工業学校毕业，回到上海。同年冬回自流井结婚。
1917年,张勋复辟,曹任远在岳父谢持安排下到美国读书(避祸)，赴美国密歇根大学，在该校攻读化学专业,主攻染料化学。次年转入芝加哥大学，不久又转入威斯康星大学，并在该校作研究生，两年后获硕士学位。1919年曹任远完成在美的学业，转赴欧洲到德国留学。在柏林小住后转巴伐利亚求学，成为著名化学教授Busahen的学生。由于第一次世界大战中国在协约国一方，德国学校对中国学生尚存歧视，只许他们听讲，不许作研究实验。后经Busahen教授的得意学生、曹的德国同学多方说服，并有感于德国人在中国普遍受到礼遇之事实，教授才同意曹参与各项研究实验，并到化工厂实习。曹抓紧读书、实习机会，刻苦钻研，终于学有所成。1924年，曹任远因为发现一种新型化学染剂(可染阴丹士林布)的配方,并获得专利,其毕业论文通过鉴定,於德国埃尔朗根大学（Erlangen）取得博士学位，随即取道法国巴黎，经马赛、印度怀抱着“化工救国”回到祖国。
回国后，1924年参加广东大学(今中山大学)筹建工作。自是年起，先后在广东大学(今中山大学)、四川大学、中央大学等校任教。任化学教授。其叔父曹笃、岳丈谢持，均系早年参加革命的国民党元老，受他们的影响，故青年时期就具有民主、进步思想。1932年春，胡汉民在广州再揭倒蒋旗帜，重新组织中国国民党，即世所称新国民党，胡任主席，曹被当选为新党华北书记长（后任中央党部副书记长）。
1951年曹任远任北京工业学院（今北京理工大学）教授。历经思想改造、三反、五反等政治运动，受到不同程度的批判。1957年反右斗争中，因与大右派、民革发起人之一陈铭枢时有过从，被划为右派分子，受到不公正的待遇。从此远离北京，在西北等地漂流浪迹达20余年。1980年，曹的右派问题得到平反。曹任远在为国家培养科技高级人才的同时，不忘著书立说，著有《现代有机化学》、《定性分析化学》、《染料化学》等专著。